# Skummeslövsstrand
Skummeslövsstrand är en bebyggelse i Laholms kommun i Hallands län. Skummeslövsstrand är beläget i södra delen kommunen, utmed en av Sveriges längsta sandstränder, 12 km lång.
SCB redovisade Skummeslövsstrand före 2015 som en tätort och en separat småort - Skummeslövsstrand (del av). Sedan 2015 räknas både små- och tätorten som en del av tätorten Mellbystrand.
Skummeslövsstrand är, med sina 17 bokstäver, den postort i Sverige som har det längsta namnet.

## Historia
Skummeslövsstrand har vuxit fram som en badort vid Laholmsbukten mellan Mellbystrand och Eskilstorpsstrand i Hallands sydspets. 
Orten är anlagd av grosshandlare Carl Wingren med kompanjoner som under 1920-talet köpte strandnära mark av lokala bönder och styckade av detta till tomter för sommarstugor och barnkolonier. På senare tid har antalet åretruntboende ökat kraftigt. 

### Befolkningsutveckling

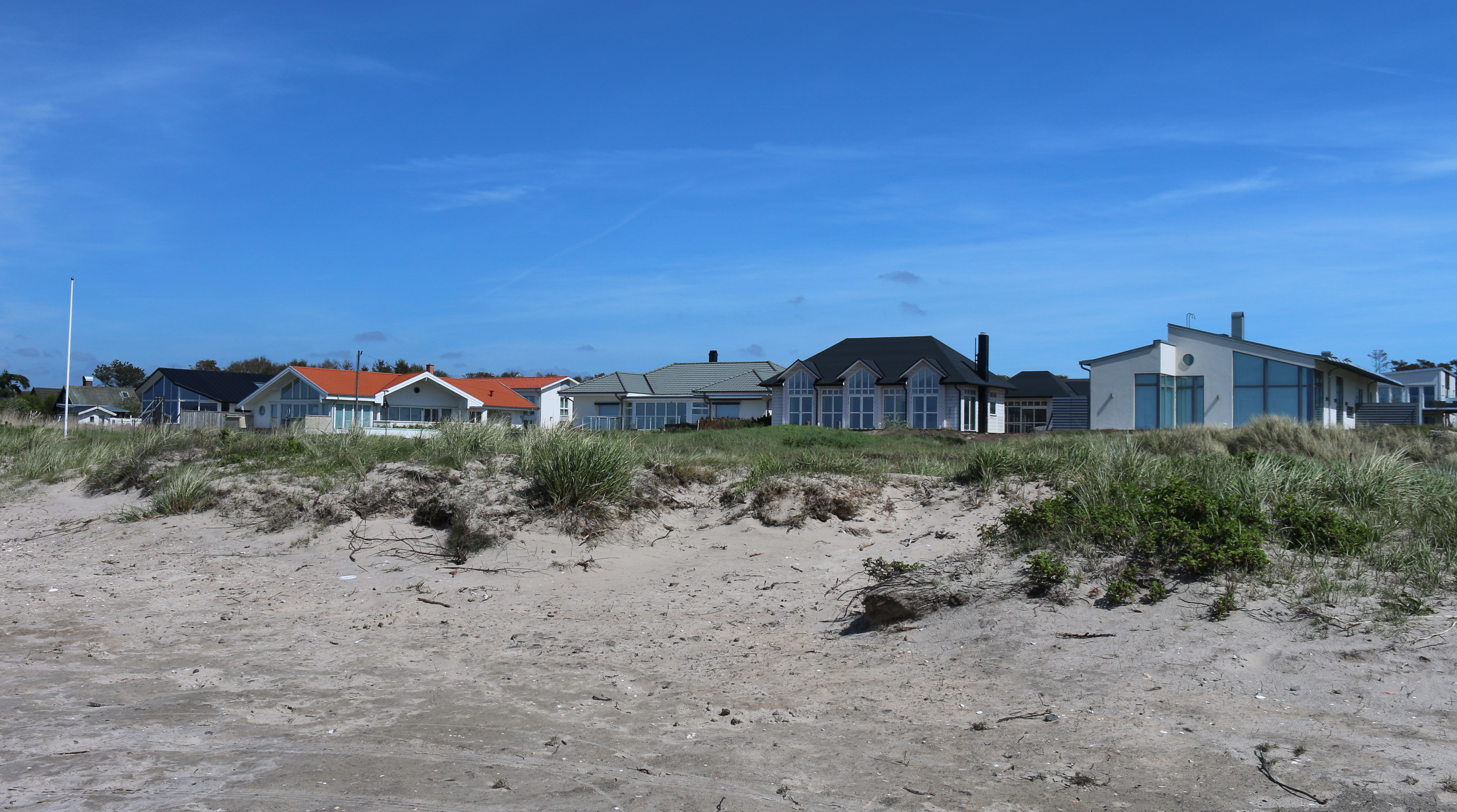
Villor vid stranden

| Befolkningsutvecklingen i Skummeslövsstrand 1980–2010      | Befolkningsutvecklingen i Skummeslövsstrand 1980–2010 | Befolkningsutvecklingen i Skummeslövsstrand 1980–2010 | Befolkningsutvecklingen i Skummeslövsstrand 1980–2010 | Befolkningsutvecklingen i Skummeslövsstrand 1980–2010 |
| ---------------------------------------------------------- | ----------------------------------------------------- | ----------------------------------------------------- | ----------------------------------------------------- | ----------------------------------------------------- |
|                                                            |                                                       |                                                       |                                                       |                                                       |
| År                                                         |                                                       |                                                       | Folkmängd                                             | Areal (ha)                                            |
| 1980                                                       | 1980                                                  |                                                       | 303                                                   |                                                       |
| 1990                                                       | 1990                                                  |                                                       | 486                                                   | 63                                                    |
| 1995                                                       | 1995                                                  |                                                       | 478                                                   | 66                                                    |
| 2000                                                       | 2000                                                  |                                                       | 482                                                   | 68                                                    |
| 2005                                                       | 2005                                                  |                                                       | 454                                                   | 68                                                    |
| 2010                                                       | 2010                                                  |                                                       | 491                                                   | 77                                                    |
| Anm.: Ny tätort 1980. Uppgick 2015 i tätorten Mellbystrand |                                                       |                                                       |                                                       |                                                       |

## Service
Längs med Stora Strandvägen mitt i orten ligger vårdcentral, förskola, hotell, camping, restauranger och en livsmedelsbutik.
Livsmedelsbutiken är en Ica Nära-butik kallad Svens livs som öppnades 1959 av Sven Andersson. När butiken firade 60-årsjubileum 2019 drevs den alltjämt av hans ättlingar. Under 2019 byggdes ett centrumhus med vårdcentral vid korsningen där Svens livs ligger. Under 2020 ersattes asfalten i korsningen med gatsten. Korsningen används bland annat för en årlig julmarknad.
I mars 2019 fick orten ett bankkontor när Laholms sparbank öppnade ett rådgivningskontor beläget vid landsvägen mot Båstad. Här ligger också Strandängshälsans vårdcentral. 

## Idrott
I Skummeslövsstrand finns en varmbadsanläggning, en tennisstadion med nio grusbanor (en av Sveriges största utomhusanläggningar för tennis) och ett par campingplatser. Tidigare fanns en 12-håls golfbana som lades ner 2015.

## Litterära referenser
| ”                                                  | "Det är Wingren som äran tillkommer att badorten blev verklighet. Han var sådan att när han började med något så blev det också resultat. Hundratals villor äro nu uppförda ute vid stranden, många dyra och många mindre. En del är vinterbonade och rätt många personer bor där året om. Och nu finns också post- och telefonstation. Vägar och gator ha gjorts i ordning. Vad själva baden beträffar så är stranden mycket långgrund och särdeles passande för barn. På flera badorter på västkusten förekommer efter blåst sugningar och fördjupningar i bottnen som gör det riskabelt för badare. Detta är Skummeslövsstrand alldeles befriat från. Skummeslövsstrand är alltså en förstklassig badort på alla sätt." | „ |
| – Ur Hembygdens krönika, Adolf Persson (1877-1963) | |   |

Skummeslövsstrand omnämns bland annat i Jonas Hassen Khemiris Augustprisnominerade bok Systrarna (2023).